# K. Rumstse SK
K. Rumstse SK is een Belgische voetbalclub uit Rumst. De club heeft stamnummer 4214 en rood-wit als kleuren. 

## Historiek
K. Rumstse SK sloot zich aan het eind van de Tweede Wereldoorlog aan bij de Koninklijke Belgische Voetbalbond (KBVB). De club speelt al heel haar bestaan in de provinciale reeksen.